# Tu Shung Peng
 (septembre 2008).
Améliorez-le ou discutez des points à vérifier. 
Tu Shung Peng est un collectif reggae français du Sud-Est parisien fondé en 1998.
Tu Shung Peng est un nom emprunté au créole jamaïquain. 

## Biographie
Dans la grande tradition des backing bands, Tu Shung Peng revisite l'ère jamaïcaine des années 1970. Sa direction musicale est orientée vers la production de compositions originales, teintées de l'esprit roots jamaïcain et plus communément appelées riddims. 
De 2004 à 2008, Tu Shung Peng collabore avec Clinton Fearon, Ken Boothe, Ras Daniel Ray, Michael Rose, Rod Taylor, Ganja Tree, Difanga, Lone Ranger, Jah Marcus, en:Al Pancho, Jahko Lion, Justin Hinds, U Roy, Derrick Harriott, Prince Jazzbo, Ranking Joe, U Brown, Tappa Zukie, Johnny "Dizzy" Moore et Skully. 
En juillet 2010, ils participent au Garance Festival (seul reggae band français du festival).
Tu Shung Peng diffuse sa musique sur quatre Labels, Kushung, Education, Belleville International (Patate Records) et Makasound.

## The Tu Shung Peng Band
Le noyau dur de ce groupe est constitué de : 
- Thierry (basse),
- chacha (batterie),
- Berur (clavier),
- Loulou (percussions, Nyahbingi),
- Mellow Mood (guitare),
- Manu (mélodica, sampler),
- Fredlocks (Saxophones),
- Alex Woodman (Bugle, Trompette),
- Fabwize (Technic, Dub 'n Mix).

Tu Shung Peng accompagne sur scène:
Ganja Tree de 2000 à 2006,
Difanga de 2004 à 2007,
Ras Daniel Ray, chanteur actuel de Tu Shung Peng, rejoint le groupe en 2006.

## Discographie

### CD
- 2007 - Around Tu Shung Peng produit par Ku Shung et reissued sous le label Makasound
- 2008 - The People Dem Sound produit par Wake Up et Wise Studio
- 2008 - Trouble Time produit par Ku Shung sous le label Makasound
- 2015 - Wise Stories from Vineyard Town produit par Wise Studio

### Vinyls
- 2006 - Show me that Love avec Ken Boothe et Ras Daniel Ray produit par Kushung sous le label Education
- 2006 - Me No Love Wa Gwan avec Ranking Joe produit par Kushung sous le label Education
- 2007 - Acting Funny avec U Roy et Rod Taylor produit par Kushung sous le label Patate Records